# Lista de membros do elenco de Star Trek no cinema
William Shatner, Leonard Nimoy, DeForest Kelley e Nichelle Nichols viveram James T. Kirk, Spock, Leonard McCoy e Nyota Uhura na Saga Original (1979-1991). 
Patrick Stewart (Picard), Jonathan Frakes (Riker), Brent Spiner (Data) e Michael Dorn (Worf) estrelaram a saga Generations (1994-2002). 
Esta é uma lista de membros do elenco presente nos treze filmes que compõem Star Trek, uma franquia de ficção científica estadunidense criada por Gene Roddenberry em meados da década de 1960. A franquia teve início na televisão em 1966 com o lançamento da série televisiva Star Trek: The Original Series cujo elenco também reprisou seus respectivos papéis nos seis primeiros filmes produzidos pela Paramount Pictures entre 1979 e 1991.
O primeiro filme Star Trek: The Motion Picture (1979) foi estrelado por William Shatner, Leonard Nimoy, DeForest Kelley e James Doohan nos respectivos papéis de Capitão da Frota Estelar James T. Kirk, o oficial de ciências Spock, o médico-chefe Leonard McCoy e o engenheiro-chefe Montgomery Scott. Os demais membros da primeira série televisiva reprisaram também seus respectivos personagens, dentre os quais Walter Koenig como o oficial de armas Pavel Chekov, Nichelle Nichols como a oficial de comunicações Nyota Uhura e George Takei como o oficial de bordo Hikaru Sulu, respectivamente. Este elenco interpretou o comando de ponte da nave fictícia USS Enterprise (NCC-1701) nos demais cinco filmes da primeira saga narrativa da franquia cinematográfica que inclui The Wrath of Khan (1982), The Search for Spock (1984), The Voyage Home (1986), The Final Frontier (1989) e The Undiscovered Country (1991). Em The Wrath of Khan, o segundo filme da saga, o ator mexicano Ricardo Montalbán deu vida ao antagonista Khan Noonien Singh enquanto Bibi Besch e Merritt Butrick deram assumiram os papéis de Carol Marcus e David Marcus, respectivamente esposa e filho de Kirk. Neste mesmo filme, Kirstie Alley se junta ao elenco como a novata Saavik, papel que seria assumido por Robin Curtis nos dois filmes seguintes. No terceiro filme da franquia, que traz uma maior imersão ao universo fictício do personagem Spock, o elenco passa a contar também com Judith Anderson e Christopher Lloyd como a sacerdotisa T'Lar e o comandante klingon Kruge. A partir do terceiro filme da franquia Mark Lenard assume o papel de Sarek, pai de Spock, que reprisa nos três filmes seguintes.
Na década de 1990, a Paramount produziu novos filmes baseados na série televisiva The Next Generation e que foram estrelados por Patrick Stewart como o Capitão Jean-Luc Picard, Jonathan Frakes como o Comandante William T. Riker, Brent Spiner como Data, LeVar Burton como Geordi La Forge e Michael Dorn como Worf. Os produtores destes filmes buscaram estabelecer uma transição narrativa com os filmes anteriores o que permitiu que Shatner, Doohan e Koenig reprisassem seus papéis de Kirk, Scott e Chekov, respectivamente. Em Star Trek: First Contact (1996), o segundo filme desta nova sequência narrativa, confirmou os papéis de Gates McFadden e Marina Sirtis como as oficiais Beverly Crusher e Deanna Troi. Nesta fase, foi marcante ainda a participação da atriz Whoopi Goldberg como a conselheira Guinan, de Alfre Woodard como a assistente Lily Sloane e da atriz britânica Alice Krige como a Rainha Borg.

## Elenco e personagens
- A lista abaixo é ordenada pelos nomes das personagens em ordem alfabética a contar pelo sobrenome independentemente da relevância desta no universo fictício. O eventual título ou cargo da personagem aparece em menor tamanho acima do nome. O alter ego da personagem aparece em menor tamanho abaixo do nome.

| Oficial 0718              |                   |                   |                   |                   |                     |                  |                  |                 |                   |                 |                     | Joseph Gatt          |                                        |  |  |
| Anij                      |                   |                   |                   |                   |                     |                  |                  |                 | Donna Murphy      |                 |                     |                      |                                        |  |  |
| Artim                     |                   |                   |                   |                   |                     |                  |                  |                 | Michael Welch     |                 |                     |                      |                                        |  |  |
| Ayel                      |                   |                   |                   |                   |                     |                  |                  |                 |                   |                 | Clifton Collins Jr. |                      |                                        |  |  |
| Reginald Barclay          |                   |                   |                   |                   |                     |                  |                  | Dwight Schultz  |                   |                 |                     |                      |                                        |  |  |
| Richard Barnett           |                   |                   |                   |                   |                     |                  |                  |                 |                   |                 | Tyler Perry         |                      |                                        |  |  |
| Ben                       |                   |                   |                   |                   |                     |                  |                  |                 |                   |                 |                     |                      | Doug Jung                              |  |  |
| B'Etor                    |                   |                   |                   |                   |                     |                  | Gwynyth Walsh    |                 |                   |                 |                     |                      |                                        |  |  |
| Rainha Borg               |                   |                   |                   |                   |                     |                  |                  | Alice Krige     |                   |                 |                     |                      |                                        |  |  |
| Alferes Brackett          |                   |                   |                   |                   |                     |                  |                  |                 |                   |                 |                     | Amanda Foreman       |                                        |  |  |
| Branch                    | David Gautreaux   |                   |                   |                   |                     |                  |                  |                 |                   |                 |                     |                      |                                        |  |  |
| Cartwright                |                   |                   |                   | Brock Peters      |                     | Brock Peters     |                  |                 |                   |                 |                     |                      |                                        |  |  |
| Tenente Chapin            |                   |                   |                   |                   |                     |                  |                  |                 |                   |                 |                     | Jay Scully           |                                        |  |  |
| Christine Chapel          | Majel Barrett     |                   |                   |                   |                     |                  |                  |                 |                   |                 |                     |                      |                                        |  |  |
| Pavel Chekov              | Walter Koenig     | Walter Koenig     | Walter Koenig     | Walter Koenig     | Walter Koenig       | Walter Koenig    | Walter Koenig    |                 |                   |                 | Anton Yelchin       | Anton Yelchin        | Anton Yelchin                          |  |  |
| Zefram Cochrane           |                   |                   |                   |                   |                     |                  |                  | James Cromwell  |                   |                 |                     |                      |                                        |  |  |
| Beverly Crusher           |                   |                   |                   |                   |                     |                  | Gates McFadden   | Gates McFadden  | Gates McFadden    | Gates McFadden  |                     |                      |                                        |  |  |
| Tenente Daniels           |                   |                   |                   |                   |                     |                  |                  | Michael Horton  | Michael Horton    |                 |                     |                      |                                        |  |  |
| Oficial Darwin            |                   |                   |                   |                   |                     |                  |                  |                 |                   |                 |                     | Aisha Hinds          |                                        |  |  |
| Data                      |                   |                   |                   |                   |                     |                  | Brent Spiner     | Brent Spiner    | Brent Spiner      | Brent Spiner    |                     |                      |                                        |  |  |
| Willard Decker            | Stephen Collins   |                   |                   |                   |                     |                  |                  |                 |                   |                 |                     |                      |                                        |  |  |
| Comandante Donatra        |                   |                   |                   |                   |                     |                  |                  |                 |                   | Dina Meyer      |                     |                      |                                        |  |  |
| Dougherty                 |                   |                   |                   |                   |                     |                  |                  |                 | Anthony Zerbe     |                 |                     |                      |                                        |  |  |
| Fi'Ja                     |                   |                   |                   |                   |                     |                  |                  |                 |                   |                 |                     |                      | Danny Pudi                             |  |  |
| Comandante Finnegan       |                   |                   |                   |                   |                     |                  |                  |                 |                   |                 |                     |                      | Greg Grunberg                          |  |  |
| Geordi La Forge           |                   |                   |                   |                   |                     |                  | LeVar Burton     | LeVar Burton    | LeVar Burton      | LeVar Burton    |                     |                      |                                        |  |  |
| Alferes Froman            |                   |                   |                   |                   |                     |                  |                  |                 |                   |                 |                     | Jonathan Dixon       |                                        |  |  |
| Gaila                     |                   |                   |                   |                   |                     |                  |                  |                 |                   |                 | Rachel Nichols      |                      |                                        |  |  |
| Gallatin                  |                   |                   |                   |                   |                     |                  |                  |                 | Gregg Henry       |                 |                     |                      |                                        |  |  |
| Amanda Grayson            |                   |                   |                   | Jane Wyatt        | Jane Wyatt          |                  |                  |                 |                   |                 | Winona Ryder        |                      |                                        |  |  |
| Guinan                    |                   |                   |                   |                   |                     |                  | Whoopi Goldberg  |                 |                   |                 |                     |                      |                                        |  |  |
| Lucille Harewood          |                   |                   |                   |                   |                     |                  |                  |                 |                   |                 |                     | Taneja Azhar         |                                        |  |  |
| Rima Harewood             |                   |                   |                   |                   |                     |                  |                  |                 |                   |                 |                     | Nazneen Contractor   |                                        |  |  |
| Thomas Harewood           |                   |                   |                   |                   |                     |                  |                  |                 |                   |                 |                     | Noel Clarke          |                                        |  |  |
| John Harriman             |                   |                   |                   |                   |                     |                  | Alan Ruck        |                 |                   |                 |                     |                      |                                        |  |  |
| Sean Hawk                 |                   |                   |                   |                   |                     |                  |                  | Neal McDonough  |                   |                 |                     |                      |                                        |  |  |
| Hendorff                  |                   |                   |                   |                   |                     |                  |                  |                 |                   |                 | Jason Matthew Smith | Jason Matthew Smith  |                                        |  |  |
| Pretor Hiren              |                   |                   |                   |                   |                     |                  |                  |                 |                   | Alan Dale       |                     |                      |                                        |  |  |
| Ilia                      | Persis Khambatta  |                   |                   |                   |                     |                  |                  |                 |                   |                 |                     |                      |                                        |  |  |
| Almirante Kathryn Janeway |                   |                   |                   |                   |                     |                  |                  |                 |                   | Kate Mulgrew    |                     |                      |                                        |  |  |
| Jaylah                    |                   |                   |                   |                   |                     |                  |                  |                 |                   |                 |                     |                      | Sofia Boutella                         |  |  |
| Joachim                   | Judson Scott      |                   |                   |                   |                     |                  |                  |                 |                   |                 |                     |                      |                                        |  |  |
| Kalara Jessica Wolff      |                   |                   |                   |                   |                     |                  |                  |                 |                   |                 |                     |                      | Lydia Wilson Sara Maria Forsberg (voz) |  |  |
| Keenser                   |                   |                   |                   |                   |                     |                  |                  |                 |                   |                 | Deep Roy            | Deep Roy             |                                        |  |  |
| George Kirk               |                   |                   |                   |                   |                     |                  |                  |                 |                   |                 | Chris Hemsworth     |                      |                                        |  |  |
| Capitão James T. Kirk     | William Shatner   | William Shatner   | William Shatner   | William Shatner   | William Shatner     | William Shatner  | William Shatner  |                 |                   |                 | Chris Pine          | Chris Pine           | Chris Pine                             |  |  |
| Samuel Kirk               |                   |                   |                   |                   |                     |                  |                  |                 |                   |                 | Spencer Daniels     |                      |                                        |  |  |
| Winona Kirk               |                   |                   |                   |                   |                     |                  |                  |                 |                   |                 | Jennifer Morrison   |                      |                                        |  |  |
| Klingon                   |                   |                   |                   |                   |                     |                  |                  |                 |                   |                 |                     | Sean Blakemore       |                                        |  |  |
| Krall Balthazar Edison    |                   |                   |                   |                   |                     |                  |                  |                 |                   |                 |                     |                      | Idris Elba                             |  |  |
| Kruge                     |                   |                   | Christopher Lloyd |                   |                     |                  |                  |                 |                   |                 |                     |                      |                                        |  |  |
| Lursa                     |                   |                   |                   |                   |                     |                  | Barbara March    |                 |                   |                 |                     |                      |                                        |  |  |
| Manas Anderson Le         |                   |                   |                   |                   |                     |                  |                  |                 |                   |                 |                     |                      | Joe Taslim                             |  |  |
| Carol Marcus              |                   | Bibi Besch        |                   |                   |                     |                  |                  |                 |                   |                 |                     | Alice Eve            |                                        |  |  |
| David Marcus              |                   | Merritt Butrick   | Merritt Butrick   |                   |                     |                  |                  |                 |                   |                 |                     |                      |                                        |  |  |
| Leonard McCoy             | DeForest Kelley   | DeForest Kelley   | DeForest Kelley   | DeForest Kelley   | DeForest Kelley     | DeForest Kelley  |                  |                 |                   |                 | Karl Urban          | Karl Urban           | Karl Urban                             |  |  |
| Morrow                    |                   |                   | Robert Hooks      |                   |                     |                  |                  |                 |                   |                 |                     |                      |                                        |  |  |
| Moto                      |                   |                   |                   |                   |                     |                  |                  |                 |                   |                 |                     | Heather Langenkamp   |                                        |  |  |
| Nero                      |                   |                   |                   |                   |                     |                  |                  |                 |                   |                 | Eric Bana           |                      |                                        |  |  |
| Alyssa Ogawa              |                   |                   |                   |                   |                     |                  | Patti Yasutake   | Patti Yasutake  |                   |                 |                     |                      |                                        |  |  |
| Olson                     |                   |                   |                   |                   |                     |                  |                  |                 |                   |                 | Greg Ellis          |                      |                                        |  |  |
| Comodoro Paris            |                   |                   |                   |                   |                     |                  |                  |                 |                   |                 |                     |                      | Shohreh Aghdashloo                     |  |  |
| Kell Perim                |                   |                   |                   |                   |                     |                  |                  |                 | Stephanie Niznik  |                 |                     |                      |                                        |  |  |
| Capitão Jean-Luc Picard   |                   |                   |                   |                   |                     |                  | Patrick Stewart  | Patrick Stewart | Patrick Stewart   | Patrick Stewart |                     |                      |                                        |  |  |
| Capitão Christopher Pike  |                   |                   |                   |                   |                     |                  |                  |                 |                   |                 | Bruce Greenwood     | Bruce Greenwood      |                                        |  |  |
| Janice Rand               | Grace Lee Whitney |                   |                   | Grace Lee Whitney |                     |                  |                  |                 |                   |                 |                     |                      |                                        |  |  |
| William T. Riker          |                   |                   |                   |                   |                     |                  | Jonathan Frakes  | Jonathan Frakes | Jonathan Frakes   | Jonathan Frakes |                     |                      |                                        |  |  |
| Capitão Richard Robau     |                   |                   |                   |                   |                     |                  |                  |                 |                   |                 | Faran Tahir         |                      |                                        |  |  |
| Ad'har Ru'afo             |                   |                   |                   |                   |                     |                  |                  |                 | F. Murray Abraham |                 |                     |                      |                                        |  |  |
| Saavik                    |                   | Kirstie Alley     | Robin Curtis      | Robin Curtis      |                     |                  |                  |                 |                   |                 |                     |                      |                                        |  |  |
| Sarek                     |                   |                   | Mark Lenard       | Mark Lenard       | Mark Lenard         | Mark Lenard      |                  |                 |                   |                 | Ben Cross           |                      |                                        |  |  |
| Montgomery Scott          | James Doohan      | James Doohan      | James Doohan      | James Doohan      | James Doohan        | James Doohan     | James Doohan     |                 |                   |                 | Simon Pegg          | Simon Pegg           | Simon Pegg                             |  |  |
| Khan Noonien Singh        |                   | Ricardo Montalbán |                   |                   |                     |                  |                  |                 |                   |                 |                     | Benedict Cumberbatch |                                        |  |  |
| Pretor Shinzon            |                   |                   |                   |                   |                     |                  |                  |                 |                   | Tom Hardy       |                     |                      |                                        |  |  |
| Lily Sloane               |                   |                   |                   |                   |                     |                  |                  | Alfre Woodard   |                   |                 |                     |                      |                                        |  |  |
| Sojef                     |                   |                   |                   |                   |                     |                  |                  |                 | Danie Hugh Kelly  |                 |                     |                      |                                        |  |  |
| Spock                     | Leonard Nimoy     | Leonard Nimoy     | Leonard Nimoy     | Leonard Nimoy     | Leonard Nimoy       | Leonard Nimoy    |                  |                 |                   |                 | Zachary Quinto      | Zachary Quinto       | Zachary Quinto                         |  |  |
| Tolian Soran              |                   |                   |                   |                   |                     |                  | Malcolm McDowell |                 |                   |                 |                     |                      |                                        |  |  |
| Demora Sulu               |                   |                   |                   |                   |                     |                  | Jacqueline Kim   |                 |                   |                 |                     |                      |                                        |  |  |
| Hikaru Sulu               | George Takei      | George Takei      | George Takei      | George Takei      | George Takei        | George Takei     |                  |                 |                   |                 | John Cho            | John Cho             | John Cho                               |  |  |
| Sybok                     |                   |                   |                   |                   | Laurence Luckinbill |                  |                  |                 |                   |                 |                     |                      |                                        |  |  |
| Alferes Syl               |                   |                   |                   |                   |                     |                  |                  |                 |                   |                 |                     |                      | Melissa Roxburgh                       |  |  |
| Senadora Tal'aura         |                   |                   |                   |                   |                     |                  |                  |                 |                   | Shannon Cochran |                     |                      |                                        |  |  |
| Gillian Taylor            |                   |                   |                   | Catherine Hicks   |                     |                  |                  |                 |                   |                 |                     |                      |                                        |  |  |
| Teenaxi                   |                   |                   |                   |                   |                     |                  |                  |                 |                   |                 |                     |                      | Shea Whigham                           |  |  |
| Tenente                   |                   |                   |                   |                   |                     |                  |                  |                 |                   |                 |                     | Ser'Darius Blain     |                                        |  |  |
| Clark Terrell             |                   | Paul Winfield     |                   |                   |                     |                  |                  |                 |                   |                 |                     |                      |                                        |  |  |
| Timoneiro                 |                   |                   |                   |                   |                     |                  |                  |                 |                   |                 |                     | Nolan North          |                                        |  |  |
| T'Lar                     |                   |                   | Judith Anderson   |                   |                     |                  |                  |                 |                   |                 |                     |                      |                                        |  |  |
| Deanna Troi               |                   |                   |                   |                   |                     |                  | Marina Sirtis    | Marina Sirtis   | Marina Sirtis     | Marina Sirtis   |                     |                      |                                        |  |  |
| Tyvanna                   |                   |                   |                   |                   |                     |                  |                  |                 |                   |                 |                     |                      | Anita Brown                            |  |  |
| Nyota Uhura               | Nichelle Nichols  | Nichelle Nichols  | Nichelle Nichols  | Nichelle Nichols  | Nichelle Nichols    | Nichelle Nichols |                  |                 |                   |                 | Zoë Saldaña         | Zoë Saldaña          | Zoë Saldaña                            |  |  |
| Wadjet                    |                   |                   |                   |                   |                     |                  |                  |                 |                   |                 |                     |                      | Dan Payne                              |  |  |
| Worf                      |                   |                   |                   |                   |                     |                  | Michael Dorn     | Michael Dorn    | Michael Dorn      | Michael Dorn    |                     |                      |                                        |  |  |
| Vice-Rei Vkruk            |                   |                   |                   |                   |                     |                  |                  |                 |                   | Ron Perlman     |                     |                      |                                        |  |  |
| Zavanko                   |                   |                   |                   |                   |                     |                  |                  |                 |                   |                 |                     |                      | Kim Kold                               |  |  |